# The night the light went on in Long Beach
The night the light went on in Long Beach is een livealbum van Electric Light Orchestra (ELO). The titel is een variant op The night the lights went out in Georgia van Bobby Russell gezongen door Vicki Lawrence.

## Eerste versie
Het was het eerste livealbum van ELO en het ging ook al niet eenvoudig. De opnamen vonden plaats in het Long Beach Auditorium in Long Beach (Californië). Op weg naar de concertzaal kreeg de vrachtwagen van de band pech, waardoor de band geen goede soundcheck kon doen. Toen de proefpersing klaar was maakte het management van ELO bezwaar tegen uitgifte van het album tot aan de rechtszaal aan toe. Daarop besloten de platenlabels in de Verenigde Staten en het Verenigd Koninkrijk niet tot een release over te gaan. Wel werd het album in Duitsland uitgebracht, waarbij het album in een opvallende platenhoes werd gestoken. Mick Haggerty ontwierp een schreeuwerig lettertype dat sterk doet denken aan horrorfilms uit de vijftiger jaren. Deze Duitse release bleek achteraf toch haar weg te vinden naar de landen die juist hadden besloten het niet uit te brengen. Bovendien vonden de wereldwijde platenfirma’s de track 10538 overture wel geschikt om als B-kant op de single Evil woman te persen. Ook de liveversie van Roll Over Beethoven vond haar weg naar een B-kant; in dit geval van Telephone line. De plaat verdween desondanks langzaam uit zicht en uit print.  

## Tweede versie
Toen de band al lang en breed opgeheven was, was er toch de behoefte een livealbum van ELO uit te brengen. The night was namelijk tot dan toe het enige livealbum dat de band ooit had uitgegeven. Bij die nieuwe persing kwam men erachter dat bij de eerste versie de verkeerde opnamen waren gebruikt (Rough mix, Do not use). De oorspronkelijke betere opnamen waren inmiddels teruggevonden en werden op compact disc uitgegeven, voorzien van een neutrale hoes.

## Musici
- Jeff Lynne – zang, gitaar
- Bev Bevan – drumstel
- Richard Tandy – toetsinstrumenten
- Mike de Albuquerque – tweede zangstem, basgitaar
- Mik Kaminski – viool
- Hugh McDowell, Mike Edwards – cello

| Nr. | Titel                                                | Duur |
| --- | ---------------------------------------------------- | ---- |
| 1.  | Daybreaker                                           | 5:36 |
| 2.  | Showdown                                             | 6:54 |
| 3.  | Day Tripper                                          | 6:40 |
| 4.  | 10538 overture                                       | 5:44 |
| 5.  | Mik's solo/Orange blossom special                    | 2:28 |
| 6.  | In the hall of the mountain king/Great balls of fire | 8:35 |
| 7.  | Roll Over Beethoven                                  | 4:25 |

Jeff Lynne
Roy Wood · Bev Bevan · Bill Hunt · Steve Woolam · Rick Price · Richard Tandy · Mike Edwards · Wilfred Gibson · Hugh McDowell · Andy Craig · Colin Walker · Mike de Albuquerque · Mik Kaminski · Louis Clark · Kelly Groucutt · Melvyn Gale · Dave Morgan · Martin Smith · Marc Mann · Matt Bissonette · Gregg Bissonette · Peggy Baldwin · Sarah O'Brien · Rosie Vela